# Holy Brother Cycling Team/Saison 2016
Dieser Artikel listet Erfolge und Fahrer des Radsportteams Holy Brother in der Saison 2016 auf.

## Abgänge – Zugänge
| Zugänge       | Team 2015                                  | Abgänge       | Team 2016                    |
| ------------- | ------------------------------------------ | ------------- | ---------------------------- |
| Zhu Xiuhui    |                                            | Zhao Yiming   | Unbekannt                    |
| Yang Yiming   |                                            | Zong Gaoyong  | Unbekannt                    |
| Yang Zihao    | China Cooperation Development Cycling Team | Qiu Hao       | Unbekannt                    |
| Wang Zhonghui |                                            | Man Jianren   | Unbekannt                    |
|               |                                            | Wang Xiaohang | Jilun Shakeland Cycling Team |

## Mannschaft
| Name          | Geburtstag        | Nationalität        |
| ------------- | ----------------- | ------------------- |
| Chen Libin    | 7. Oktober 1986   | Volksrepublik China |
| Liu Fulong    | 2. Januar 1993    | Volksrepublik China |
| Wang Fengnian | 16. Juni 1992     | Volksrepublik China |
| Wang Zhonghui | 23. August 1997   | Volksrepublik China |
| Xu Yulong     | 14. April 1990    | Volksrepublik China |
| Yang Zihao    | 24. Dezember 1996 | Volksrepublik China |
| Yang Yiming   | 23. Januar 1997   | Volksrepublik China |
| Yue Hao       | 26. November 1992 | Volksrepublik China |
| Zhu Xiuhui    | 19. Januar 1997   | Volksrepublik China |